# بوغنا يوجفياك
بوغنا يوچفياك (بالبولندية: Bogna Jóźwiak)‏ (من مواليد 15 أبريل 1983 في بوزنان) لاعبة مبارزة بولندية. مثلت بلدها بولندا في دورة الألعاب الأولمبية الصيفية 2008 في بكين ، حيث شاركت في حدثين المبارزة السيوف.

## روابط خارجية
- بوغنا يوجفياك على موقع الاتحاد الدولي للمبارزة (الإنجليزية)
- بوغنا يوجفياك على موقع اللجنة الأولمبية الدولية (الإنجليزية)
- بوغنا يوجفياك على موقع أوليمبيديا (الإنجليزية)
- بوغنا يوجفياك على موقع اللجنة الأولمبية البولندية (مؤرشف) (البولندية)